# تمارا تودفسكا
تمارا توديفسكا (المقدونية: Тамара Тодевска، ولدت في 1 يونيو 1985)، والمعروفة أيضًا باسم تمارا، هي مغنية وكاتبة أغاني وفنانة تسجيل مقدونية.
بدأت تمارا مسيرتها الموسيقية في عام 2003 بعد إصدار ألبومها الاستوديو الأول سينو. لقد فازت في العديد من المسابقات الموسيقية طوال حياتها المهنية مثل ماكفست في عام 2006 ومهرجان سكوبي في عام 2007.
مثلت جمهورية مقدونيا الشمالية في مسابقة الأغنية الأوروبية في مناسبتين؛ في عام 2008، بينما فشلت في التأهل إلى النهائيات، قامت بأداء أغنية «أتركني أحبك» مع فرتشاك وأدريان جاكسها، وفي عام 2019، احتلت المركز الأول في أصوات لجنة التحكيم، والمرتبة الثانية عشرة في البث التلفزيوني، والسابعة بشكل عام في النهائي مع أغنية «فخور»، حصدت البلاد أفضل نتيجة لها في المسابقة على الإطلاق.
تودفسكا هي الأخت الصغرى للمغنية المقدونية الصربية تيجانا دابشيفيتش، وقد تعاونا عدة مرات.

## الحياة والمسيرة المهنية
ولدت تمارا تودفسكا في سكوبي. نشأت في عائلة موسيقية. والدها، فيلكو توديفسكي، أستاذ مقدوني في مدرسة موسيقى وأمها، برانا تودفسكا (ني فيلكوفا)، مغنية أوبرا صربية بوسنية. أثرت والدة تمارا على أسلوبها الصوتي العميق الأوبرالي.
أختها الكبرى هي تيجانا دابشيفيتش. في 27 يونيو 2015، تزوجت تمارا من لاعب كرة السلة السابق ألكسندر ديميتروفسكي. لديهما ابنة واحدة اسمها هانا وابنها دارين.